# زواج الأطفال في موريتانيا
يُقصد بزواج الأطفال في موريتانيا هو زواج البنات -أو الأطفال- في دولة موريتانيا الواقعة في الشمال الأفريقي. في عام 2017 وحده؛ بلغت نسبة زواج الفتيات قبل سن الثامنة عشر 37%، كما أنّ 14% منهنَ يتزوّجن قبل بلوغ سن الخامسة عشر. تحتلُّ موريتانيا المرتبة 19 كأعلى دولة في العالم في نسبة زواج الأطفال. جدير بالذكر هنا أن ثلث النساء في موريتانيا يتزوجن مبكرا ويفقدن بالتالي الحق في التعليم والدراسة والعمل وهلم جرا.

## إحصائيات عام 2016
|                              | النساء ما بين 18 و22 سنة | النساء ما بين 18 و49 سنة |
| ---------------------------- | ------------------------ | ------------------------ |
| غير متزوجات                  | 50.7 %                   | 20.9 %                   |
| 18 سنة فما أكثر              | 14.1 %                   | 30.4 %                   |
| أقل من 12 سنة                | 5.0 %                    | 9.8 %                    |
| 12 يو                        | 3.2 %                    | 5.6 %                    |
| 13 سنة                       | 4.5                      | 5.5 %                    |
| 14 سنة                       | 6.0                      | 6.9 %                    |
| 15 سنة                       | 5.1                      | 9.0 %                    |
| 16 سنة                       | 5.1                      | 6.2 %                    |
| 17 سنة                       | 6.4                      | 5.7 %                    |
| المجموع                      | 100.0                    | 100.0                    |
| متوسط العمر عند الزواج الأول | 15.6 سنة                 | 16.8 سنة                 |

## الحد الأدنى لسن الزواج
ينص قانون الأحوال الشخصية في موريتانيا على أن الحدّ الأدنى للزواج هو 18 عاما. ومع ذلك فإن الزواج بالتراضي بين القاصرين أمر شائع في موريتانيا خاصة في صنف النساء وذلك بضغط من العائلات التي تخشى على بناتها من بطش المجتمع ومن السقوط في فخ العنوسة في حالة ما أضاعت الكثير من الفرص في سن مبكرة.